# Lista planetelor minore: 82001–83000
| Nume                                            | Denumire provizorie                             | Data descoperirii                               | Locul descoperirii                              | Descoperitor(i)                                 |                                                 |                                                 |                                                 |                                                 |                                                 |                                                 |                                                 |                                                 |                                                 |                                                 |                                                 |                                                 |                                                 |                                                 |                                                 |                                                 |                                                 |                                                 |                                                 |                                                 |                                                 |                                                 |                                                 |                                                 |                                                 |                                                 |                                                 |                                                 |                                                 |                                                 |                                                 |                                                 |                                                 |                                                 |                                                 |                                                 |                                                 |                                                 |                                                 |                                                 |                                                 |                                                 |                                                 |                                                 |                                                 |
| 82001–82100 Lista planetelor minore/82001–82100 | 82001–82100 Lista planetelor minore/82001–82100 | 82001–82100 Lista planetelor minore/82001–82100 | 82001–82100 Lista planetelor minore/82001–82100 | 82001–82100 Lista planetelor minore/82001–82100 | 82101–82200 Lista planetelor minore/82101–82200 | 82101–82200 Lista planetelor minore/82101–82200 | 82101–82200 Lista planetelor minore/82101–82200 | 82101–82200 Lista planetelor minore/82101–82200 | 82101–82200 Lista planetelor minore/82101–82200 | 82201–82300 Lista planetelor minore/82201–82300 | 82201–82300 Lista planetelor minore/82201–82300 | 82201–82300 Lista planetelor minore/82201–82300 | 82201–82300 Lista planetelor minore/82201–82300 | 82201–82300 Lista planetelor minore/82201–82300 | 82301–82400 Lista planetelor minore/82301–82400 | 82301–82400 Lista planetelor minore/82301–82400 | 82301–82400 Lista planetelor minore/82301–82400 | 82301–82400 Lista planetelor minore/82301–82400 | 82301–82400 Lista planetelor minore/82301–82400 | 82401–82500 Lista planetelor minore/82401–82500 | 82401–82500 Lista planetelor minore/82401–82500 | 82401–82500 Lista planetelor minore/82401–82500 | 82401–82500 Lista planetelor minore/82401–82500 | 82401–82500 Lista planetelor minore/82401–82500 | 82501–82600 Lista planetelor minore/82501–82600 | 82501–82600 Lista planetelor minore/82501–82600 | 82501–82600 Lista planetelor minore/82501–82600 | 82501–82600 Lista planetelor minore/82501–82600 | 82501–82600 Lista planetelor minore/82501–82600 | 82601–82700 Lista planetelor minore/82601–82700 | 82601–82700 Lista planetelor minore/82601–82700 | 82601–82700 Lista planetelor minore/82601–82700 | 82601–82700 Lista planetelor minore/82601–82700 | 82601–82700 Lista planetelor minore/82601–82700 | 82701–82800 Lista planetelor minore/82701–82800 | 82701–82800 Lista planetelor minore/82701–82800 | 82701–82800 Lista planetelor minore/82701–82800 | 82701–82800 Lista planetelor minore/82701–82800 | 82701–82800 Lista planetelor minore/82701–82800 | 82801–82900 Lista planetelor minore/82801–82900 | 82801–82900 Lista planetelor minore/82801–82900 | 82801–82900 Lista planetelor minore/82801–82900 | 82801–82900 Lista planetelor minore/82801–82900 | 82801–82900 Lista planetelor minore/82801–82900 | 82901–83000 Lista planetelor minore/82901–83000 | 82901–83000 Lista planetelor minore/82901–83000 | 82901–83000 Lista planetelor minore/82901–83000 | 82901–83000 Lista planetelor minore/82901–83000 | 82901–83000 Lista planetelor minore/82901–83000 |
| ----------------------------------------------- | ----------------------------------------------- | ----------------------------------------------- | ----------------------------------------------- | ----------------------------------------------- | ----------------------------------------------- | ----------------------------------------------- | ----------------------------------------------- | ----------------------------------------------- | ----------------------------------------------- | ----------------------------------------------- | ----------------------------------------------- | ----------------------------------------------- | ----------------------------------------------- | ----------------------------------------------- | ----------------------------------------------- | ----------------------------------------------- | ----------------------------------------------- | ----------------------------------------------- | ----------------------------------------------- | ----------------------------------------------- | ----------------------------------------------- | ----------------------------------------------- | ----------------------------------------------- | ----------------------------------------------- | ----------------------------------------------- | ----------------------------------------------- | ----------------------------------------------- | ----------------------------------------------- | ----------------------------------------------- | ----------------------------------------------- | ----------------------------------------------- | ----------------------------------------------- | ----------------------------------------------- | ----------------------------------------------- | ----------------------------------------------- | ----------------------------------------------- | ----------------------------------------------- | ----------------------------------------------- | ----------------------------------------------- | ----------------------------------------------- | ----------------------------------------------- | ----------------------------------------------- | ----------------------------------------------- | ----------------------------------------------- | ----------------------------------------------- | ----------------------------------------------- | ----------------------------------------------- | ----------------------------------------------- | ----------------------------------------------- |

| Predecesor: 81001–82000 | Lista planetelor minore 82001–83000 Semnificații ale numelor: 82001–83000 | Succesor: 83001–84000 |